# Krestí (Krasnoiarsk)
|  | Per a altres significats, vegeu «Krestí». |

Krestí (en rus: Кресты) és un poble (un possiólok) del krai de Krasnoiarsk, a Rússia, que en el cens del 2010 tenia 274 habitants. Pertany al districte de Dudinka.